# Munroe Falls (Ohio)
Pour les articles homonymes, voir Munroe Falls.
Munroe Falls est une ville américaine située dans le comté de Summit, dans l'Ohio. Selon le recensement de 2010, sa population est de 5 012 habitants.